# Kaiserliche Bibliothek von Konstantinopel
Die Kaiserliche Bibliothek von Konstantinopel war eine der bedeutendsten Bibliotheken des (Ost-)Römischen bzw. Byzantinischen Reiches.
Die Bibliothek wurde wahrscheinlich schon kurz nach der durch Konstantin den Großen veranlassten Neugründung Konstantinopels als (ost-)römische Hauptstadt im Jahr 330 in Auftrag gegeben, vermutlich durch dessen Sohn, Kaiser Constantius II. (regierte 337–361). Sie galt als letzte antike Bibliothek und brannte um 475 aus. Der weitgehend vernichtete Bestand belief sich auf 120.000 Schriften. Spätestens mit dem Vierten Kreuzzug (1202–1204) wurde die Gebäudestruktur stark beschädigt. Die Eroberung von Konstantinopel (1453) trug ihr Übriges zur Zerstörung bei. Große Teile unseres heutigen Wissens um die klassische Philosophie sind byzantinischen Bibliotheksabschriften griechischer und lateinischer Kalligraphen und Bibliothekare geschuldet.